# Robert Burns
Robert Burns (25. ledna 1759 Alloway, Skotsko – 21. července 1796, Dumfries, Skotsko) byl preromantický básník. Je považován za skotského národního básníka a za nejznámějšího básníka píšícího ve skotštině. Psal převážně ve skotském nářečí z krajů Skotska sousedících s Anglií, ale také v angličtině a ve skotské angličtině.

## Život
Pocházel z rodiny malého sedláka a od dětství pracoval na otcově poli. Základní vzdělání získal především od otce a matky, která mu vypravovala skotské pověsti a zpívala staré národní písně. Hodně četl klasické autory a básně psal již od mládí. Z té doby také pochází jeho píseň O once I lov'd a bonnie lass (1774, Já míval hezkou dívku rád).

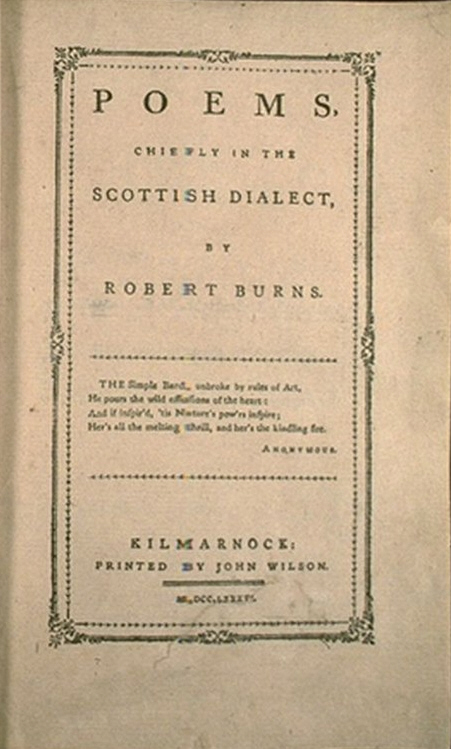
Poems, Chiefly in the Scottish Dialect (1786)

Po smrti svého otce roku 1784 si s bratrem pronajal statek nedaleko Mauchline, protože nedokázal otcovo hospodářství udržet. Měl zde celou řadu milostných afér se ženami označovanými jako The Belles of Mauchline, jejichž jména se později objevovala i v jeho básních, například v básních Highland Mary (1782, Marie z hor) a To Mary In Heaven (1789, Marii na nebesích) o své milence Mary Campbellové, která zemřela roku 1786 na tyfus. Byla mezi nimi i Jane Armourová, s níž se seznámil pravděpodobně roku 1785 a která se stala roku 1788 jeho manželkou.
Tvrdé podmínky rolnické existence dovedly Burnse k tomu, že se stal obhájcem myšlenek Francouzské revoluce. Neustálé finanční problémy jej přinutily uvažovat o vystěhování na Jamajku. Aby získal peníze na cestu, vydal roku 1786 v Kilmarnocku sbírku básní Poems, Chiefly in the Scottish Dialect (Básně převážně ve skotském dialektu), která jej okamžitě proslavila. Hovořilo se o něm jako o „Ayrshirském oráči“ a bardovi skotského lidu, takže z cesty na Jamajku sešlo. Stal se oslavovanou osobností na literární a společenské scéně v Edinburghu, kde také vyšlo roku 1787 druhé a roku 1793 další rozšířené vydání jeho básní. Z té doby se také datuje jeho sklon k alkoholu.
Začátkem roku 1787 se v Edinburghu setkal s rytcem a hudebním nakladatelem Jamesem Johnsonem, který se zajímal o staré skotské písně. Výsledkem jejich spolupráce byla sbírka The Scots Musical Museum (1787–1803, Skotské hudební muzeum), v níž se objevilo 160 vlastních Burnsových písní.
Roku 1788 si Burns pronajal statek Ellisland nedaleko přístavního města Dumfries a zabýval se psaním písní pro Select Collection of Original Scottish Airs (Vybraná sbírka skotských popěvků), kterou v letech 1793–1811 vydával hudební nakladatel George Thomson. Tato sbírka obsahovala kolem 114 jeho písní.
V zemědělské práci byl ale opět neúspěšný a skrovný výtěžek větším dílem promrhával nestřídmým životem. Přijal proto místo celního úředníka v Dumfries. K jeho povinnostem patřilo i ochutnávání alkoholu, což zvýšilo jeho pijácké sklony a uspíšilo jeho předčasnou smrt na vrozenou srdeční vadu.

## Tvorba
Burns patří k největším britským tvůrcům písní a k největším světovým lyrikům. Inspiroval se jednak středověkou skotskou poezií, zejména dílem William Dunbara, jednak lidovou slovesností rodné jihoskotské nížiny a také biblickou a anglickou literaturou. Jeho styl se vyznačuje spontánností a upřímností.
V Burnsově poezii se objevují protesty proti společenské nespravedlnosti. Zdůrazňuje v ní hodnotu člověka bez ohledu na majetek nebo postavení. Jeho přírodní lyrika líčí přírodu tak, jak se jevila skotskému rolníkovi, když ji přetvářel svou prací. V jeho básních se objevuje humor i kousavá satira narážející na skutečné osoby, které však nejmenoval. Jím přepsané a přetvořené staré písně a balady jsou tak zdařilé, že znárodněly a jejich starší verze byly zapomenuty. V milostných písních dokázal hluboce proniknout do nitra zamilovaného muže nebo dívky. Vyjadřuje se v nich s mimořádnou něhou i vášnivostí, přičemž se nevyhýbá otevřeností lidového vyjadřování.
Svým dílem výrazně ovlivnil první generaci anglických romantických básníků, především Williama Wordswortha a Samuela Taylora Coleridge.

## Výběrová bibliografie

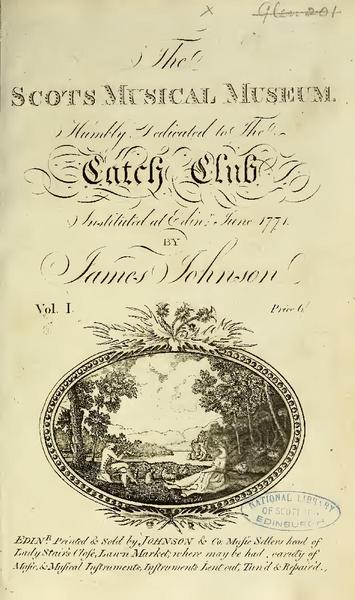
The Scots Musical Museum (1787)

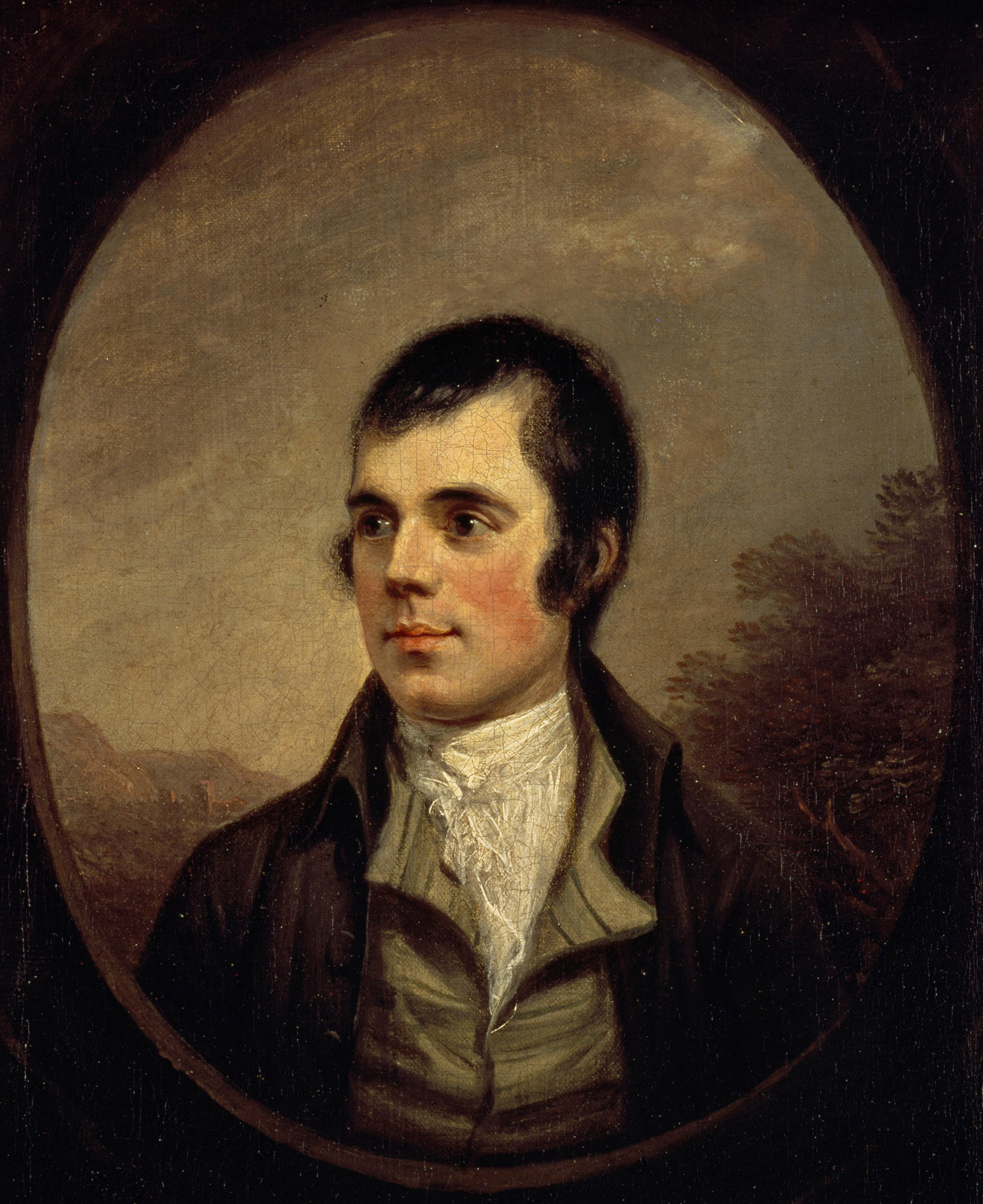
Robert Burns na obraze Alexandra Nasmytha z roku 1787

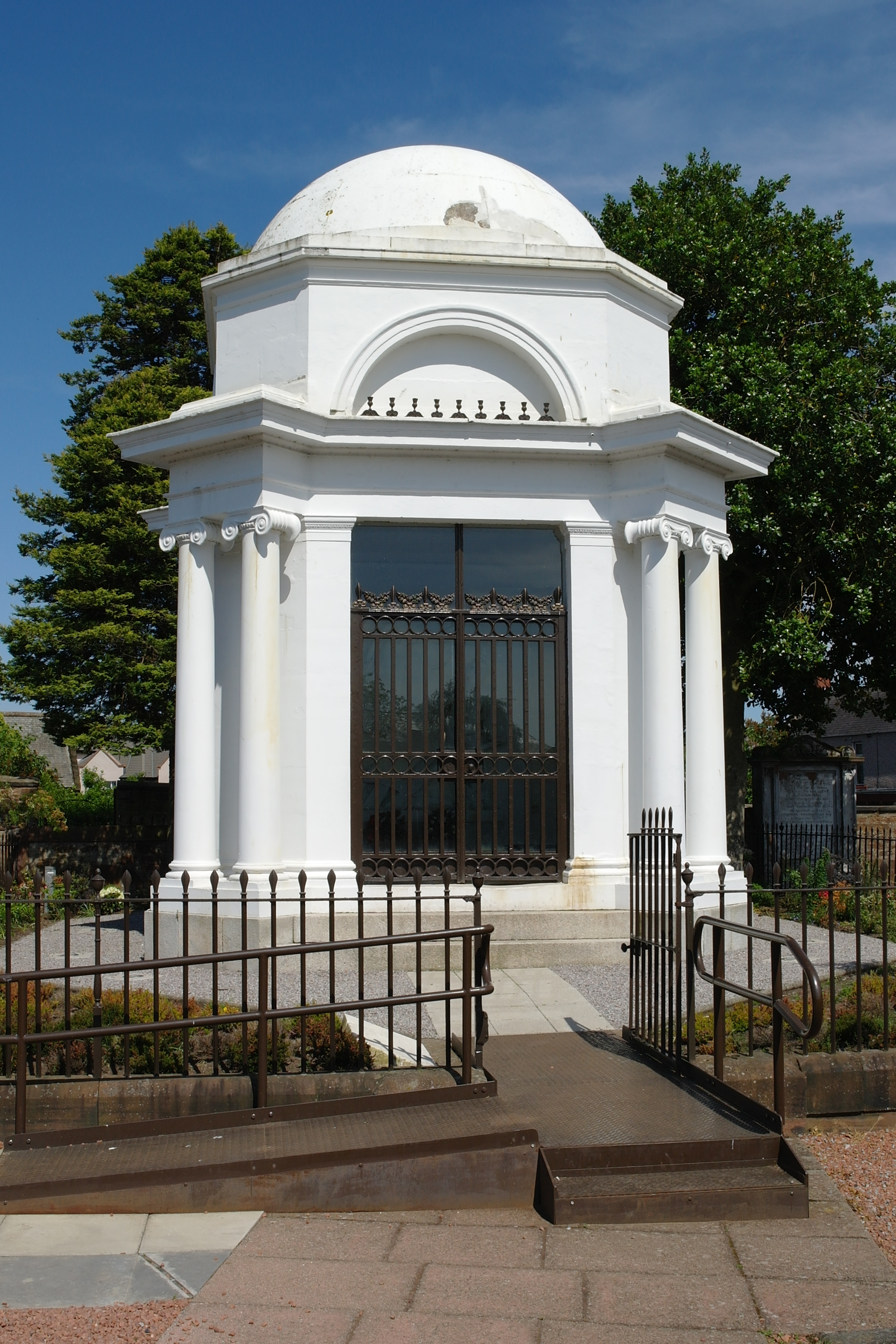
Mausoleum (hrob) Roberta Burnse v Dufresne

- Za počátek Burnsovy zralé tvorby lze považovat řadu satirických básní namířených proti kalvinismu vzniklých v roce 1785. Na náboženské pokrytectví útočí Holy Willie's Praye (Svatouškova modlitba), The Holy Fair (Svatá pout) poukazuje na prostopášnosti na církevních shromážděních, kalvínské učení o pekle napadá Address to the Deil (Ďáblovi).
- The Jolly Beggars (1785, Veselí žebráci), oslava svobody, nezávislosti a družnosti společenských vyděděnců.
- Address To The Unco Guid (1786, Krajně spravedlivým), další báseň odhalující náboženské pokrytectví.
- K nejznámějším ze 63 básní ve sbírce Poems, Chiefly in the Scottish Dialect (1786, Básně převážně ve skotském dialektu) patří:
  - The Twa Dogs (Dva psi), výsměšná zvířecí bajka popisující dialog mezi psem urozeného pána a psem chudáka.
  - The Cotter's Saturday Night (Chalupníkův svatvečer), oslava prostoty venkovanů a jejich lásky k půdě.
  - To A Mouseh (Polní myšce)), báseň o nečekaných nehodách, které mohou postihnout člověka stejně jako zvířátko.
  - To a Mountain Daisy (Horské chudobce), metafora zhrzené lásky.
  - To a Louse (Vešce), báseň o tom, že před veškou jsme si všichni rovni, protože napadá bohaté stejně jako chudé.
  - Halloween, podle Burnse je Halloween nocí, kdy čarodějnice, ďáblové a jiné bytosti tropí neplechu na svých zlověstných půlnočních výpravách.
  - Tam o'Shanter, příběh opilce, kterého se u zřícenin kostela v Alloway snaží zmocnit čarodějnice.
- Ve sbírcey starých skotských písní The Scots Musical Museum (1787–1803, Skotské hudební muzeum), na níž spolupracoval s rytcem a hudebním nakladatelem Jamesem Johnsonem, se objevilo 160 vlastních Burnsových písní. Burns psal nová slova na staré melodie a mnoho písní připisovaných Burnsovi má daleko starší kořeny. K nejznámějším z nich patří:
  - Auld Lang Syne (Staré dobré časy), píseň napsaná na tradiční skotskou melodii patří k nejznámějším v anglicky mluvícím světě. Jejím tradičním použitím je rozloučení se starým rokem o půlnoci, kdy začíná nový rok. Josef Václav Sládek její název přeložil jako Dávno již, Jiří Valja jako Zašlý čas. Nejčastěji je píseň známa pod názvem Valčík na rozloučenou.
  -  My love is like a Red, Red Rose (Má milá je jak růžička), milostná píseň.
  - The Battle of Sherramuir (Bitva u Sherramuiru), píseň je psána jako popis bitvy dvěma pastýři, kteří mají opačné názory na výsledek bitvy mezi jakobity a vojsky britského krále Jiřího I. z roku 1715, o které se nedá říci, kdo v ní opravdu zvítězil.
  - Scots Wha Hae (Skotové, kteří...), vlastenecká píseň, která po staletí sloužila jako neoficiální hymna Skotska, napsaná jako projev Roberta Bruceho před bitvou u Bannockburnu, v níž porazil Angličany a stal se pak skotským králem. J. V. Sládek její název přeložil jako Před bitvou u Bannockburnu a J. Valja jako My krváceli.
  - Sweet Afton (Sladký Afton). J. V. Sládek název přeložil jako Na Aftonu a J. Valja jako Řeka Afton.
  - The Banks O 'Doon (Břehy Doonu), milostná píseň.
  - Ae Fond Kiss (Ještě jedno políbení), milostná píseň, J. Valja název přeložil jako Polibkem se rozloučíme.
- Ve sbírce Select Collection of Original Scottish Airs (Vybraná sbírka skotských popěvků), kterou v letech 1793–1811 vydával hudební nakladatel George Thomson, je uvedeno kolem 114 Burnsových písní.
- Posmrtně vydaná sbírka The Merry Muses of Caledonia (1800, Veselé múzy Skotska) obsahuje básníkovy světácké, často velmi obhroublé písně, založené na lidových vzorech.

## Česká vydání
- První překlad Burnsových básní se objevil v časopise Lumír roku 1853 v překladu Edmunda Břetislava Kaizla.
- Písně Roberta Burnse, Rodinná kronika 5, 1864, 12. S. 142.
- Výbor z písní a ballad, Praha: Jan Otto 1892, přeložil Josef Václav Sládek.
- Překlady několika básní uveřejnil Jaroslav Vrchlický ve své knize Moderní básníci angličtí, Praha: Josef R. Vilímek 1898.
- Písně a balady, Praha: SNKLHU 1959, přeložil Josef Václav Sládek.
- Darebné verše Roberta Burnse, Praha: SNKLU 1963, přeložil Jiří Valja.